# Transporte ferroviario en Montenegro

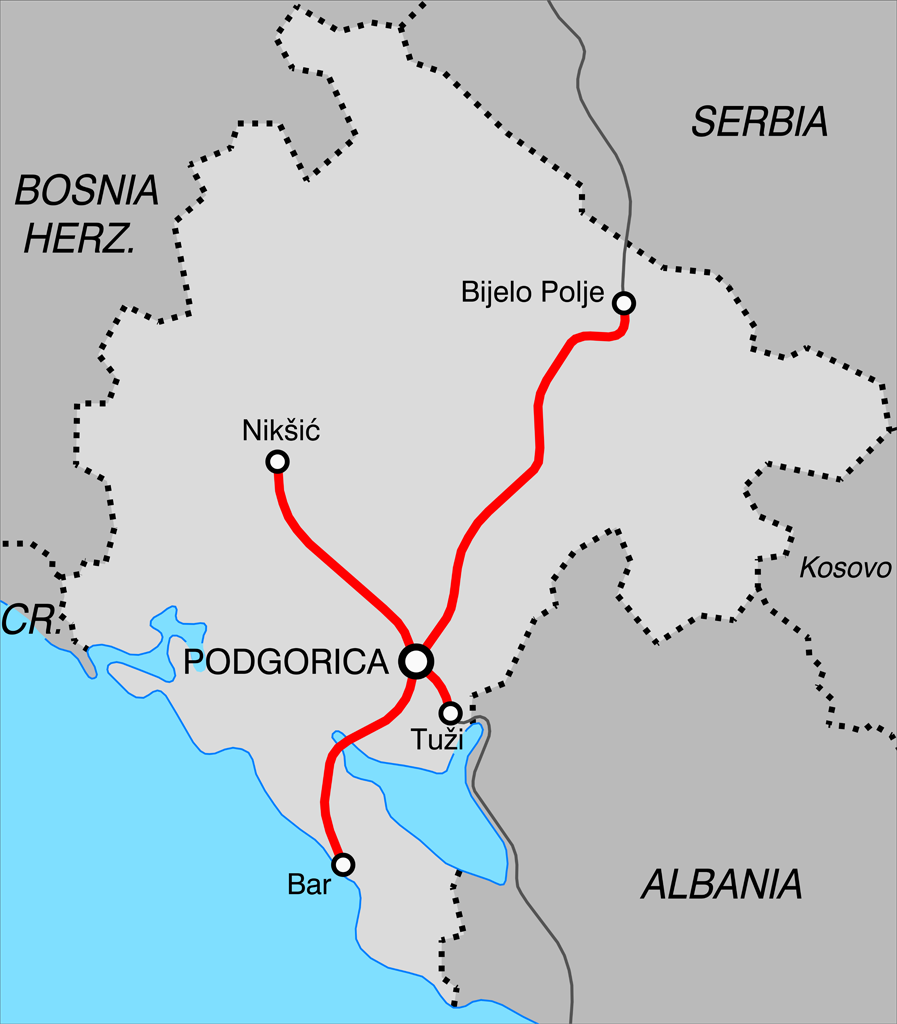
Mapa ferroviario de Montenegro.

El transporte ferroviario en Montenegro está gestionado por cuatro empresas distintas, que se encargan de forma independiente de la infraestructura ferroviaria, el transporte de pasajeros, el transporte de mercancías y el mantenimiento del material rodante. Las cuatro compañías formaban parte de la empresa pública Ferrocarriles de Montenegro (en montenegrino: Željeznica Crne Gore / Жељезница Црне Горе (ŽCG)) hasta su separación en 2008.
Montenegro es miembro de la Unión Internacional de Ferrocarriles (UIC). El código de país UIC de Montenegro es el 62.

## Infraestructura ferroviaria de Montenegro
Infraestructura ferroviaria de Montenegro (montenegrino: Željeznička Infrastruktura Crne Gore / Жељезничка Инфраструктура Црне Горе (ŽICG)) es una sociedad anónima que se encarga de la explotación y el mantenimiento de la infraestructura ferroviaria de Montenegro.

### Historia
La primera línea ferroviaria en el territorio que hoy pertenece a Montenegro fue una línea de ferrocarril de vía estrecha (760 mm) Gabela - Zelenika, que se inauguró en 1901. Esta línea ferroviaria fue construida por Austria-Hungría, que gobernaba el territorio de Boka Kotorska en aquella época.

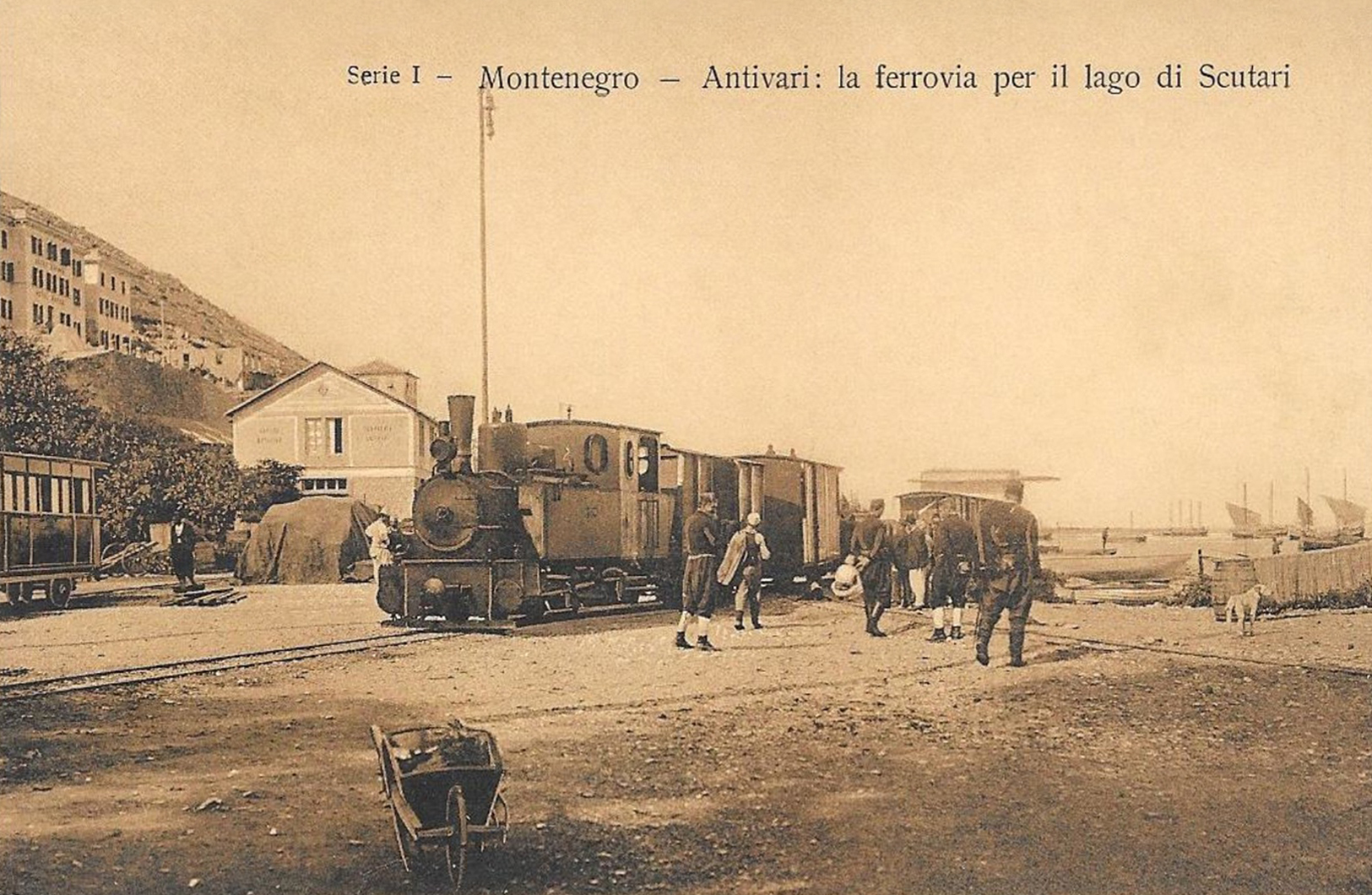
Estación de Bar y ferrocarril a Virpazar en torno a 1910.

Sin embargo, las obras del primer ferrocarril montenegrino, la línea Bar - Virpazar, comenzaron en 1905. Se trataba de una línea ferroviaria de vía estrecha (750 mm), de 43,3 km de longitud, que se inauguró en 1908. Se planificó la ampliación de esta línea desde Virpazar hasta Cetiña, pero nunca se llevó a cabo, debido a la falta de financiación y al comienzo de la Primera Guerra Mundial. Esta histórica línea de ferrocarril de montaña superaba un desnivel de 670 m en un recorrido de 18 km por la montaña de Sutorman, con una pendiente máxima del 40‰. A pesar de la fuerte pendiente, el ferrocarril no utilizaba tecnología de cremallera, debido al innovador diseño del trazado realizado por los ingenieros italianos. La velocidad de funcionamiento de la línea era de 18 km/h para el transporte de pasajeros, y de 12 km/h para el transporte de mercancías. En 2008, con motivo del centenario de la inauguración de la línea y el aniversario de los ferrocarriles montenegrinos en su conjunto, se planeó el traslado de la locomotora de vapor Lovćen desde la estación de tren de Podgorica a Virpazar. Esta locomotora, que operaba en la línea, debería pasar a formar parte de un museo ferroviario montenegrino en Virpazar que, por falta de fondos, nunca llegó a realizarse.
La red ferroviaria de Montenegro se amplió durante el periodo del Reino de Yugoslavia. En 1927 se inauguró la línea Podgorica - Plavnica (600 mm), seguida de la línea Bileća - Nikšić en 1938. En aquella época, la red ferroviaria de Montenegro tenía 143 km de longitud, con la vía estrecha de 760 mm como estándar más común. Sin embargo, la red ferroviaria no estaba integrada y existían vías de 600 mm, 750 mm y 760 mm, lo que complicaba aún más el funcionamiento de la red. El transporte multimodal se utilizaba para el transporte de mercancías entre Bar y Podgorica, ya que las mercancías se transportaban por ferrocarril desde Bar hasta Virpazar, luego se transportaban a través del lago Skadar hasta Plavnica, y después se volvía a transportar por ferrocarril hasta Podgorica. Por lo tanto, es justo decir que la red ferroviaria de Montenegro estaba subdesarrollada y desorganizada antes de la Segunda Guerra Mundial.
Tras la Segunda Guerra Mundial, se completó la línea ferroviaria Podgorica - Nikšić (1948), con un ancho de vía de 760 mm.
El primer avance real hacia la modernización de la red ferroviaria fue el inicio de la construcción del tramo montenegrino del ferrocarril Belgrado-Bar. El primer tramo de Bar a Podgorica se completó en 1959, y es el primer tramo de ferrocarril de vía estándar en Montenegro. Al mismo tiempo, se desmantelaron las líneas de vía estrecha Podgorica - Plavnica y Bar - Virpazar.
En 1965, el corredor Podgorica - Nikšić se modernizó para pasar a ser de ancho estándar, normalizando así toda la conexión de Bar a Nikšić a través de Podgorica. El tramo de Nikšić a Bileća se desmanteló en ese momento, así como la línea Gabela - Zelenika.
El tramo montenegrino del colosal proyecto ferroviario Belgrado-Bar (de Bar a Vrbnica, en la frontera con Serbia) se completó en 1976, conectando Bar y Podgorica con el norte de Montenegro, Serbia y la red ferroviaria europea. En ese momento, la longitud de la red ferroviaria montenegrina era de 225 km, con la transición al ancho de vía estándar completada.
La última incorporación a los ferrocarriles montenegrinos fue la línea Podgorica-Shkodër, inaugurada en 1986. Desde su inauguración fue una línea sólo de mercancías.
En 2012, el ferrocarril Podgorica-Niksic se abrió al tráfico de pasajeros tras veinte años de ausencia. La línea fue modernizada y electrificada.
A partir de 2019, la ZICG consiguió modernizar la parte norte de la línea el ferrocarril Belgrado-Bar entre Bijelo Polje y Trebesice, y dentro del túnel de Sozina.

### Generalidades
La red total tiene 250 kilómetros de longitud y 1.435 mm (ancho de vía estándar) en toda su extensión, con 225 de ellos electrificados a 25 kV, 50 Hz AC. Casi 58 km de líneas están situados en 121 túneles. También hay 120 puentes, 9 galerías y 440 obras de drenaje. La red consta de tres líneas ferroviarias que convergen en Podgorica, lo que la convierte en un nudo de la red ferroviaria montenegrina en forma de X.
- El ferrocarril Belgrado-Bar es la columna vertebral del sistema ferroviario montenegrino. Se inauguró en 1976, y entonces era un ferrocarril de última generación, con elementos como el viaducto de Mala Rijeka (el viaducto ferroviario más alto de Europa) y el túnel de Sozina, de 6,2 km de longitud. Aproximadamente un tercio de la parte montenegrina del ferrocarril está en un túnel o en un viaducto. Es el primer corredor ferroviario de Montenegro totalmente electrificado. El ferrocarril ha sufrido una infrafinanciación crónica en la década de 1990, lo que ha provocado su deterioro y su inseguridad. Esto culminó en la catástrofe del tren de Bioče en 2006, cuando un tren de pasajeros descarriló, matando a 47 pasajeros. Se están realizando esfuerzos para reconstruir a fondo esta vía férrea, y la sección norte del ferrocarril ya está siendo completamente revisada.
- La vía férrea Nikšić-Podgorica (56,6 km de longitud) se construyó en 1948 como ferrocarril de vía estrecha, y se modernizó a la vía normal en 1965. Desde 1992, se utiliza exclusivamente para el tráfico de mercancías, especialmente de bauxita desde la mina de Nikšić hasta la fábrica de aluminio de Podgorica, y la velocidad máxima del ferrocarril se ha reducido a 30 km/h. El ferrocarril fue reconstruido a fondo y electrificado en el periodo 2006-2012, y se reintrodujo el servicio de pasajeros. Las velocidades de funcionamiento de esta línea férrea se sitúan ahora entre los 75 km/h y los 100 km/h.
- El ferrocarril Podgorica-Shkodër, que se extiende hasta Tirana, se ha utilizado exclusivamente para el tráfico de mercancías desde su inauguración. Algunas partes en Albania sufrieron daños en 1997, pero la conexión se restableció en 2002. Hay planes para reconstruir el ferrocarril e introducir el tráfico de pasajeros, ya que es importante para los intereses tanto de Montenegro como de Albania.

#### Enlaces ferroviarios con países adyacentes
Montenegro sólo tiene enlaces ferroviarios de pasajeros con Serbia. El enlace con Albania sólo se utiliza para el transporte de mercancías. Actualmente no hay conexiones ferroviarias con Bosnia-Herzegovina y Croacia desde la desintegración de Yugoslavia.

## Transporte ferroviario de Montenegro
Transporte ferroviario de Montenegro (montenegrino: Željeznički prevoz Crne Gore / Жељезнички превоз Црне Горе (ŽPCG)) es una sociedad anónima que se encarga del transporte de pasajeros dentro de Montenegro, así como de la explotación del material rodante montenegrino.

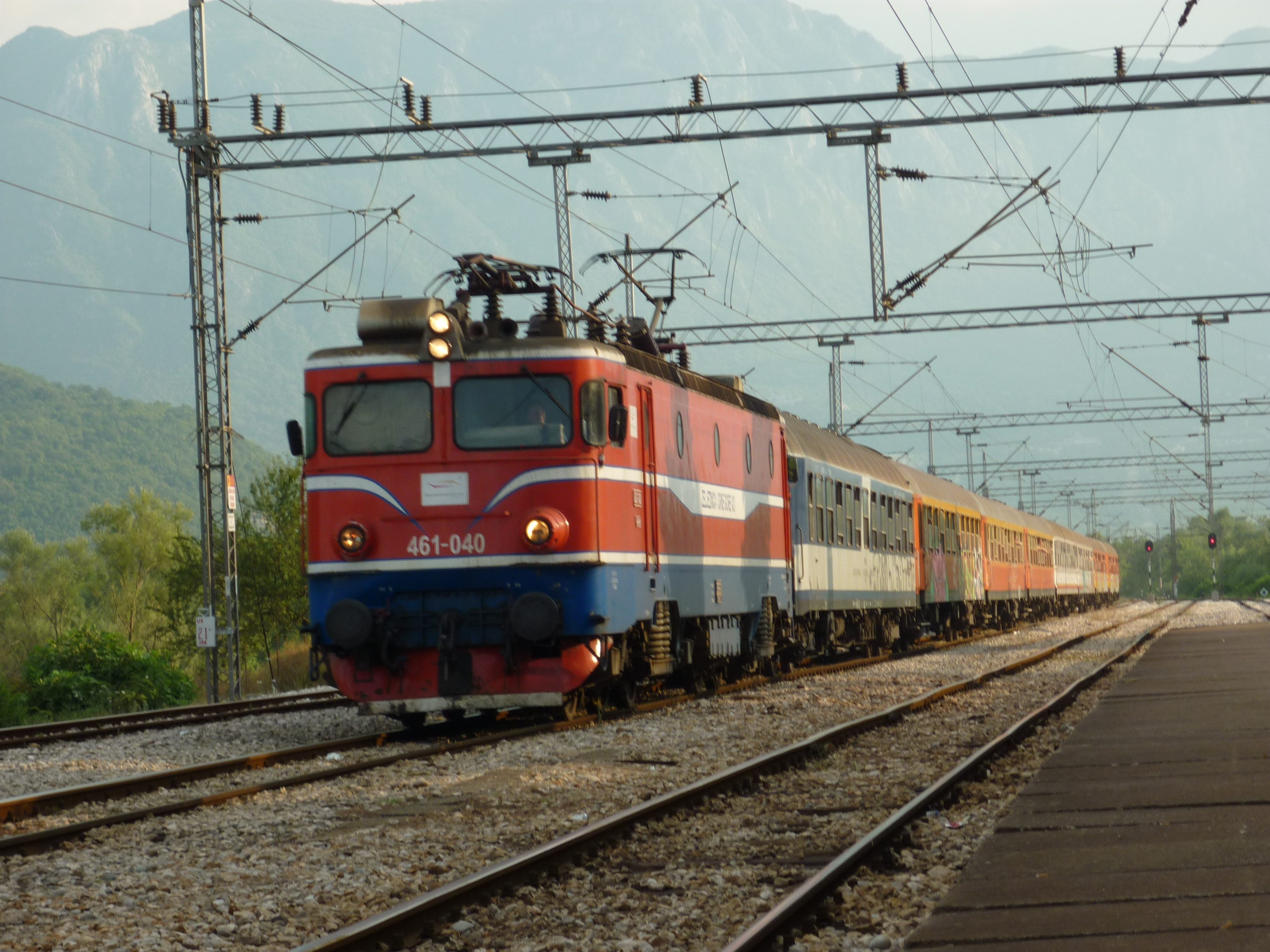
La antigua clase 461 de JŽ pasa por Virpazar en la línea Belgrado-Bar.
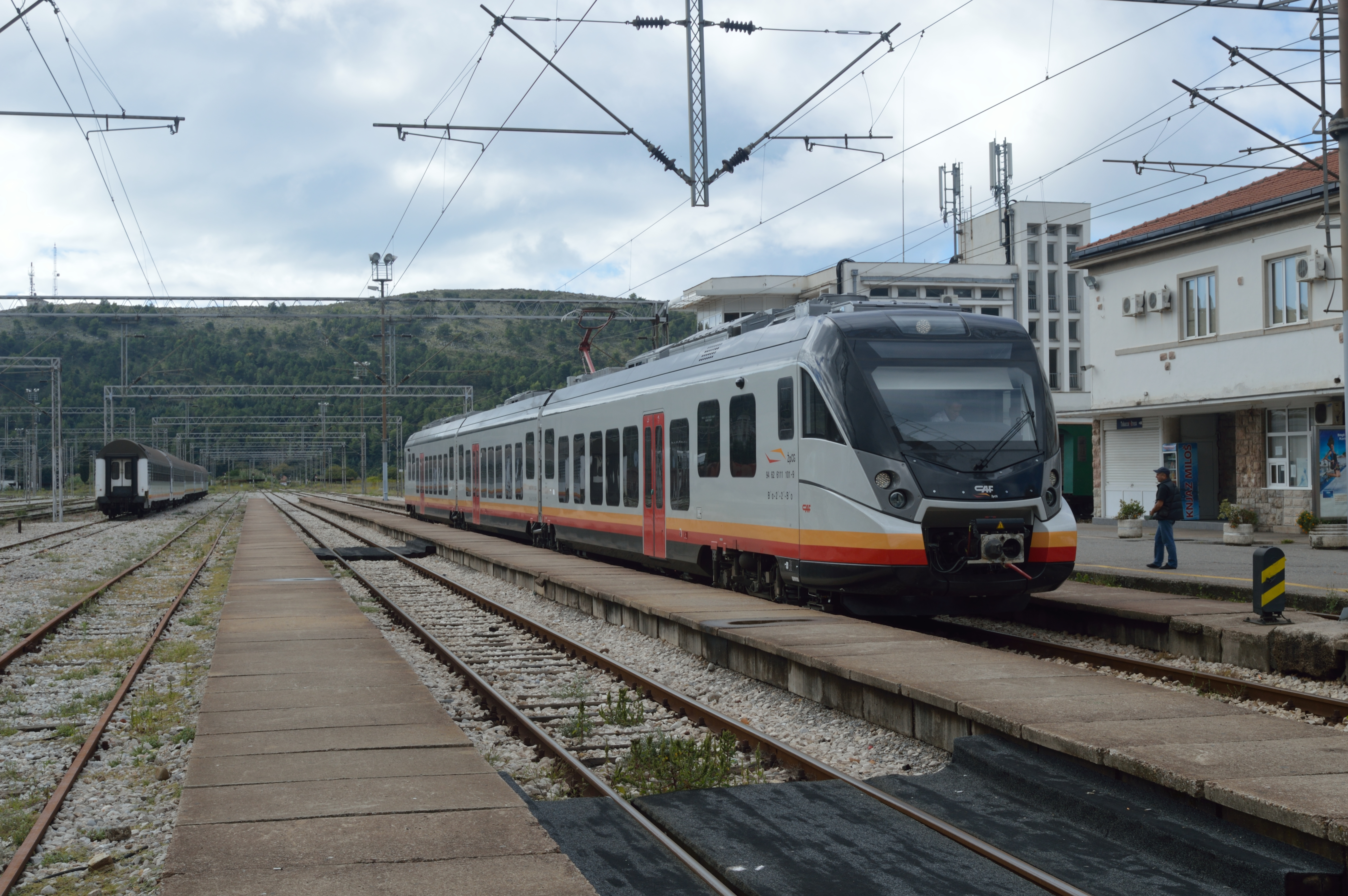
CAF Civity clase 6111 EMU en la estación de Bar.
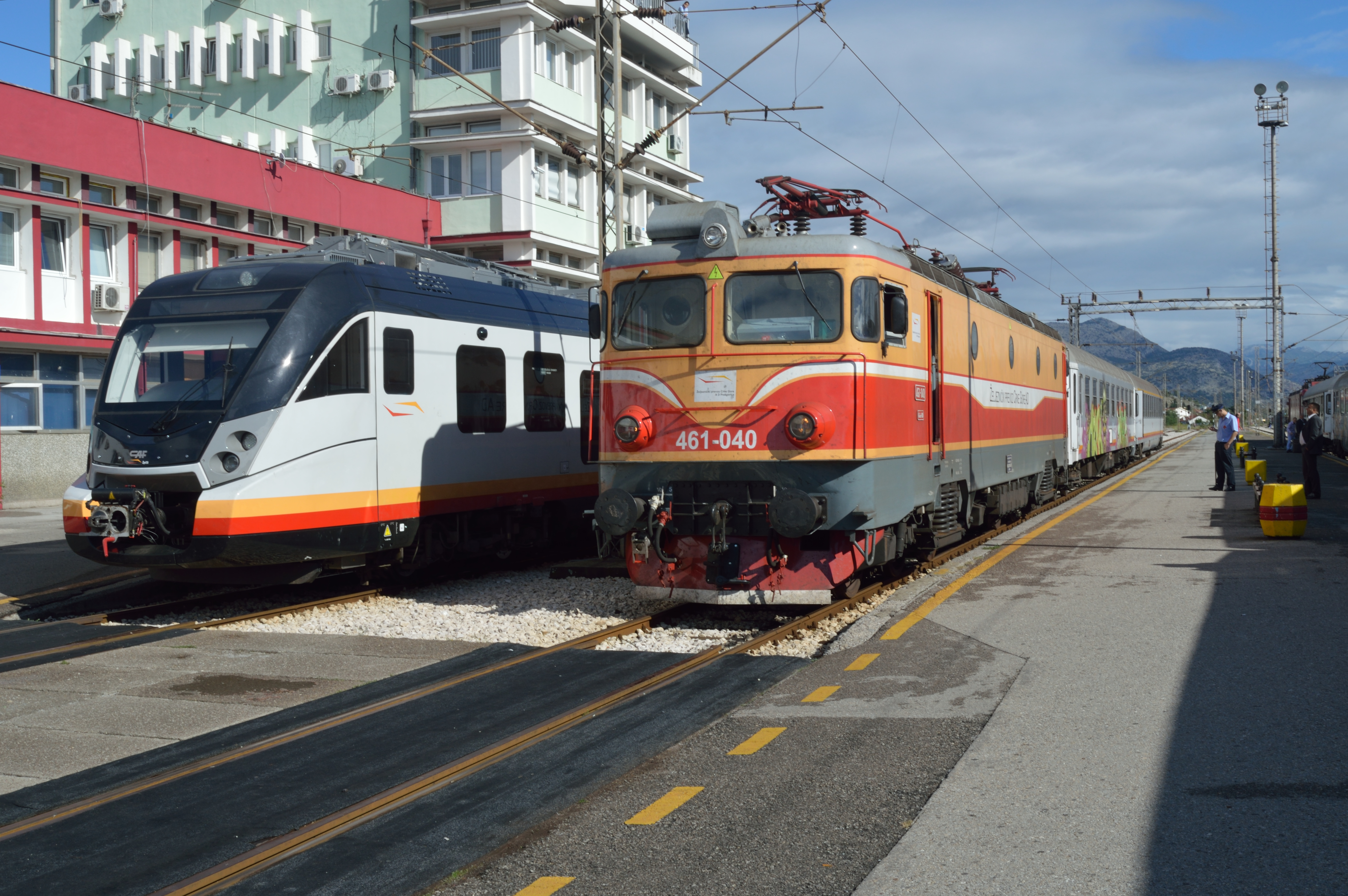
Nuevo CAF Civity junto a un tren de pasajeros tirado por la antigua clase 461 de JŽ.
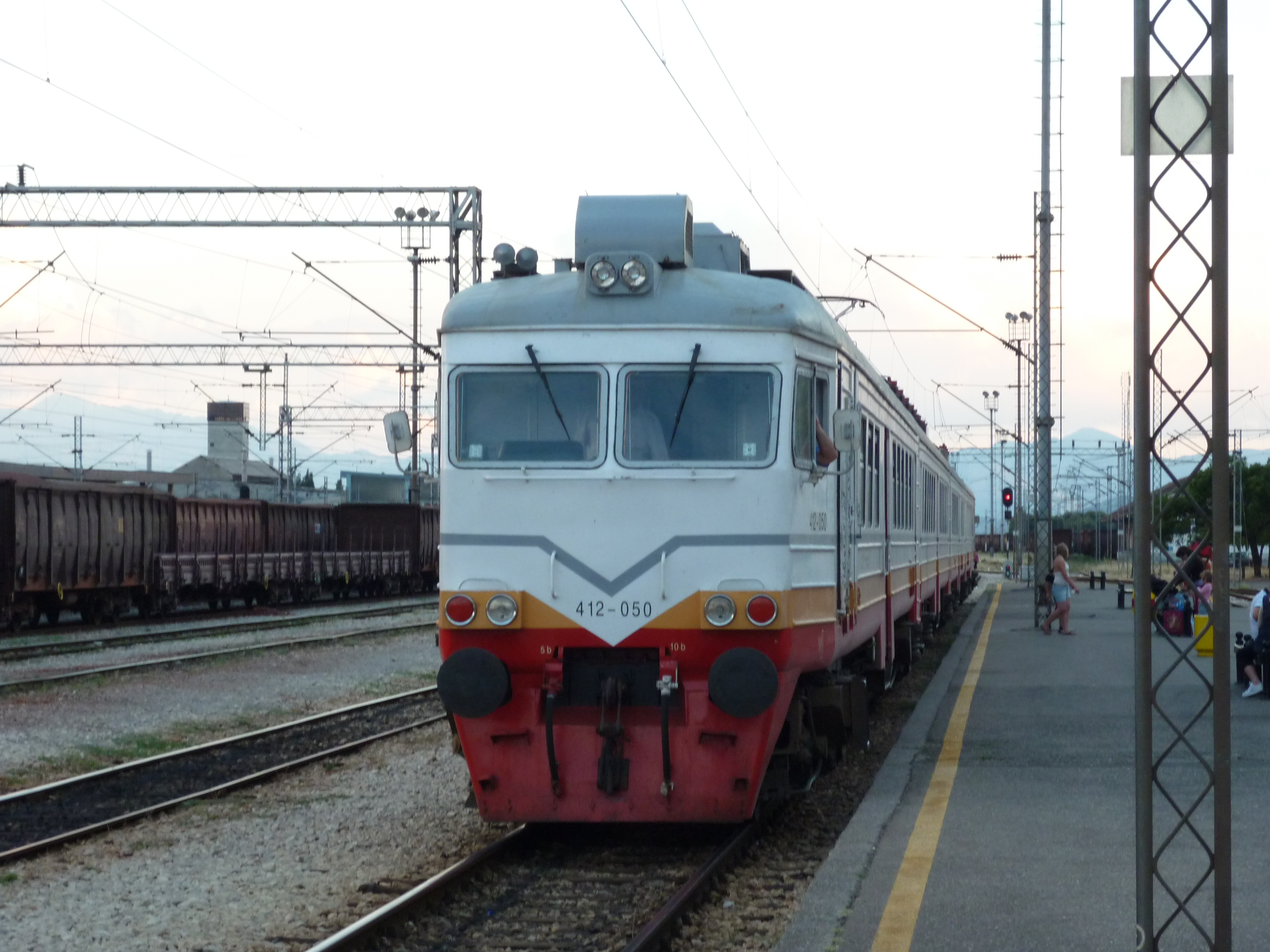
412/416 EMU de ŽPCG con nueva librea en la estación de Podgorica.

## Montecargo

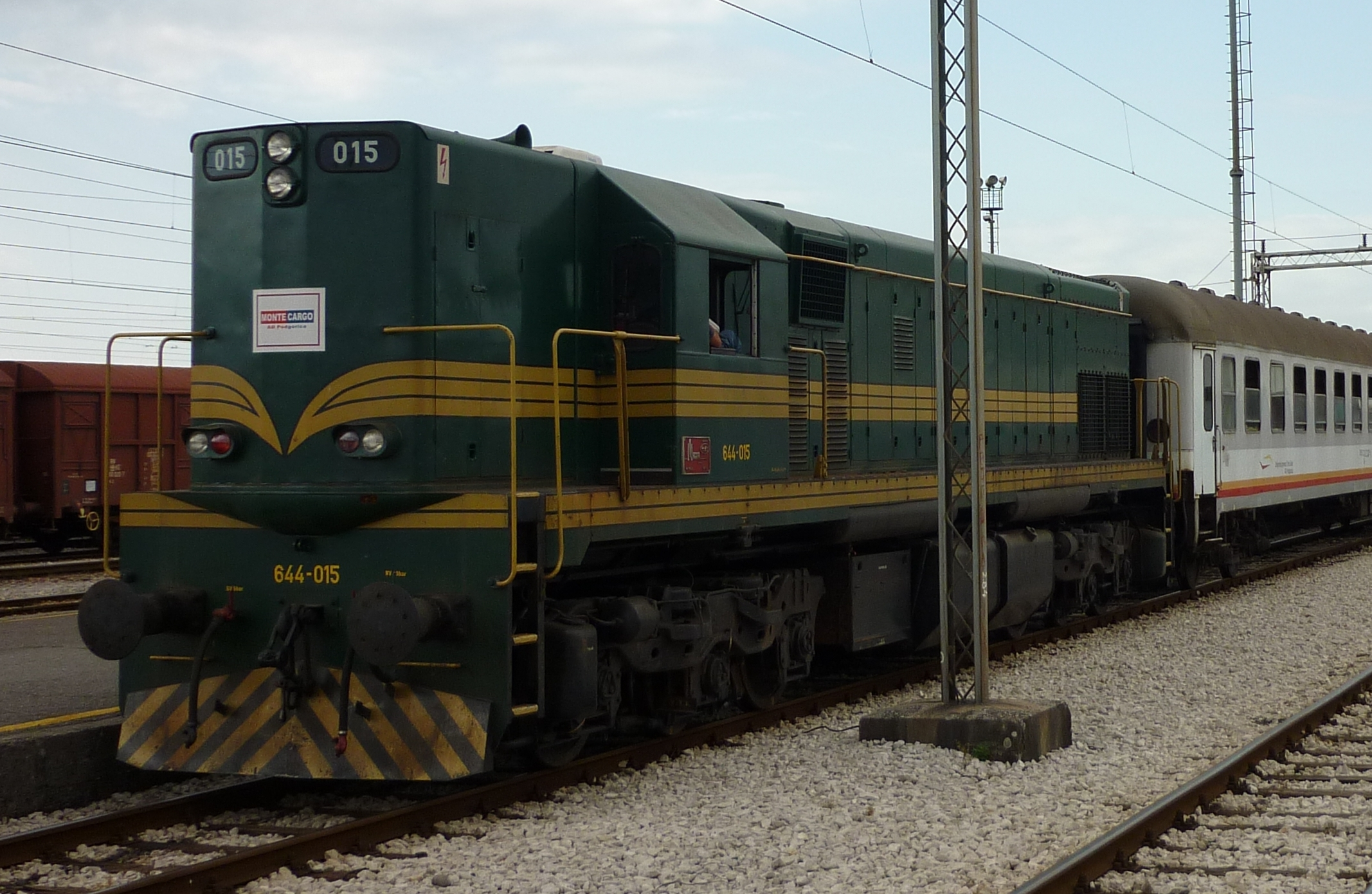
MONTECARGO 644-015 haciendo maniobras en la estación de Podgorica.

Montecargo (en montenegrino: Montecargo) es una empresa que se encarga del transporte de mercancías dentro de Montenegro, así como de la explotación de los vagones de mercancías y locomotoras montenegrinas.
El material rodante de Montecargo consta de 17 locomotoras (15 activas) y 713 vagones de mercancías:
- 8 locomotoras de clase 461
- 3 locomotoras de clase 661
- 4 locomotoras de clase 644
- 2 locomotoras de clase 744 (ninguna de ellas está activa)

## Mantenimiento del material rodante
Mantenimiento del material rodante (montenegrino: Održavanje željezničkih voznih sredstava / Одржавање желјезничких возних средстава (OŽVS)) es una sociedad anónima que se encarga del mantenimiento del material rodante montenegrino de pasajeros y mercancías. Formaba parte de la empresa de transportes ferroviarios de Montenegro, pero se dividió en una empresa independiente en 2011.

## Los ferrocarriles de Montenegro en la ficción
James Bond viaja en los ferrocarriles de Montenegro en Casino Royale. El tren real que se ve en la película es el Pendolino basculante de los Ferrocarriles Checos.